# スウェーデンフィギュアスケート選手権
スウェーデンフィギュアスケート選手権（スウェーデン語: Svenska Mästerskapen i Konståkning またはSM i Konståkning）は、スウェーデンのフィギュアスケート全国選手権。

## 概要
スウェーデンのフィギュアスケート選手権は、男女シングルスケーティングのシニア、ジュニア、それ以下のクラスが設けられ、毎年ほぼ12月に開催されている。アイスダンス・ペアスケーティングについてはエントリー数が少なく、実施されないことが多い。

## 歴代メダリスト

### 男子シングル
| 年        | 開催地                 | 金                           | 銀                             | 銅                             |
| --------- | ---------------------- | ---------------------------- | ------------------------------ | ------------------------------ |
| 1998/1999 |                        |                              |                                |                                |
| 1999/2000 |                        | クリストファー・ベルントソン | フィリップ・スティラー         |                                |
| 2000/2001 |                        | クリストファー・ベルントソン | フィリップ・スティラー         |                                |
| 2001/2002 |                        | フィリップ・スティラー       |                                |                                |
| 2002/2003 | ウッデヴァッラ         | フィリップ・スティラー       | デュラン・オハラ・リンドブロム | -                              |
| 2003/2004 | エーレブルー           | クリストファー・ベルントソン | フィリップ・スティラー         | デュラン・オハラ・リンドブロム |
| 2004/2005 | ニーショーピング       | クリストファー・ベルントソン | フィリップ・スティラー         | デュラン・オハラ・リンドブロム |
| 2005/2006 | カールスクルーナ       | アドリアン・シュルタイス     | クリストファー・ベルントソン   | フィリップ・スティラー         |
| 2006/2007 | ボロース               | クリストファー・ベルントソン | アドリアン・シュルタイス       | ユストゥス・ストリード         |
| 2007/2008 | ヨーテボリ             | クリストファー・ベルントソン | アドリアン・シュルタイス       | -                              |
| 2008/2009 | リンシェーピング       | クリストファー・ベルントソン | アレクサンデル・マヨロフ       | アントン・トゥルヴェ           |
| 2009/2010 | リンシェーピング       | クリストファー・ベルントソン | アドリアン・シュルタイス       | アレクサンデル・マヨロフ       |
| 2010/2011 | マルメ                 | クリストファー・ベルントソン | アドリアン・シュルタイス       | アレクサンデル・マヨロフ       |
| 2011/2012 | マルメ                 | アレクサンデル・マヨロフ     | マティアス・アンダーソン       | マイケル・ノイマン             |
| 2012/2013 | ベクショー             | アレクサンデル・マヨロフ     | オンドレイ・シュピーゲル       | マティアス・アンダーソン       |
| 2013/2014 | ベクショー             | アレクサンデル・マヨロフ     | マルクス・ビョーク             | Josef OSCARSON-ERIKSSON        |
| 2014/2015 | ヴェステロース         | オンドレイ・シュピーゲル     | マルクス・ビョーク             | トレヴァー・ベリークヴィスト   |
| 2015/2016 | ヘルシンボリ           | オンドレイ・シュピーゲル     | イリヤ・ソロミン               | トレヴァー・ベリークヴィスト   |
| 2016/2017 | マルメ                 | アレクサンデル・マヨロフ     | オンドレイ・シュピーゲル       | マルクス・ビョーク             |
| 2017/2018 | シェレフテオ           | アレクサンデル・マヨロフ     | イリヤ・ソロミン               | Daniel ENGELSONS               |
| 2018/2019 | カールスクルーナ       | アレクサンデル・マヨロフ     | ニコライ・マヨロフ             | Natran TZAGAI                  |
| 2019/2020 | ウルリー・セハムン     | ニコライ・マヨロフ           | イリヤ・ソロミン               | Natran TZAGAI                  |
| 2020/2021 | リンシェーピング       | 大会中止                     | 大会中止                       | 大会中止                       |
| 2021/2022 | ボーレンゲ・ファールン | ニコライ・マヨロフ           | ガブリエル・フォルクソン       | ヨハン・スパー                 |
| 2022/2023 | ボロース               | アンドレアス・ノルデバック   | ニコライ・マヨロフ             | ガブリエル・フォルクソン       |
| 2023/2024 | ノーショーピング       | ガブリエル・フォルクソン     | カスパー・ヨハンソン           | ヨナサン・エギプトソン         |
| 2024/2025 | ヴェステロース         | カスパー・ヨハンソン         | アンドレアス・ノルデバック     | ガブリエル・フォルクソン       |

### 女子シングル
| 年        | 開催地                 | 金                       | 銀                       | 銅                       |
| --------- | ---------------------- | ------------------------ | ------------------------ | ------------------------ |
| 1998/1999 |                        | クララ・ブランフェルトゥ |                          |                          |
| 1999/2000 |                        | クララ・ブランフェルトゥ |                          | アサ・パーソン           |
| 2000/2001 |                        | クララ・ブランフェルトゥ |                          |                          |
| 2001/2002 |                        | アンナ・ルンドストレーム | クララ・ブランフェルトゥ |                          |
| 2002/2003 | ウッデヴァッラ         | アサ・パーソン           | ヨハナ・ギョーテソン     | アンナ・ルンドストレーム |
| 2003/2004 | エーレブルー           | ヨハナ・ギョーテソン     | マリン・ホルベリ＝レウフ | Marie Skargard           |
| 2004/2005 | ニーショーピング       | リナ・ヨハンソン         | マリン・ホルベリ＝レウフ | ジョセフィーヌ・リンダル |
| 2005/2006 | カールスクルーナ       | マリン・ホルベリ＝レウフ | ヴィクトリア・ヘルゲソン | ナナ・ニルソン           |
| 2006/2007 | ボロース               | ヴィクトリア・ヘルゲソン | リナ・ヨハンソン         | マリン・ホルベリ＝レウフ |
| 2007/2008 | ヨーテボリ             | ヴィクトリア・ヘルゲソン | マリン・ホルベリ＝レウフ | マリア・タリエゴール     |
| 2008/2009 | リンシェーピング       | ヴィクトリア・ヘルゲソン | リンネア・メルグレン     | アンゲリカ・オルソン     |
| 2009/2010 | リンシェーピング       | ヴィクトリア・ヘルゲソン | ヨシ・ヘルゲソン         | アンゲリカ・オルソン     |
| 2010/2011 | マルメ                 | ヴィクトリア・ヘルゲソン | ヨシ・ヘルゲソン         | リンネア・メルグレン     |
| 2011/2012 | マルメ                 | ヴィクトリア・ヘルゲソン | ヨシ・ヘルゲソン         | リンネア・メルグレン     |
| 2012/2013 | ベクショー             | ヨシ・ヘルゲソン         | ヴィクトリア・ヘルゲソン | イザベル・オルソン       |
| 2013/2014 | ベクショー             | ヴィクトリア・ヘルゲソン | ヨシ・ヘルゲソン         | イザベル・オルソン       |
| 2014/2015 | ヴェステロース         | ヴィクトリア・ヘルゲソン | ヨシ・ヘルゲソン         | イザベル・オルソン       |
| 2015/2016 | ヘルシンボリ           | ヨシ・ヘルゲソン         | イザベル・オルソン       | マチルダ・アルゴットソン |
| 2016/2017 | マルメ                 | ヨシ・ヘルゲソン         | マチルダ・アルゴットソン | アニタ・オストルンド     |
| 2017/2018 | シェレフテオ           | アニタ・オストルンド     | マチルダ・アルゴットソン | ヨセフィン・タリエゴール |
| 2018/2019 | カールスクルーナ       | マチルダ・アルゴットソン | Smilla SZALKAI           | ヨセフィン・タリエゴール |
| 2019/2020 | ウルリーセハムン       | アニタ・オストルンド     | ヨセフィン・タリエゴール | Emelie Ling              |
| 2020/2021 | リンシェーピング       | 大会中止                 | 大会中止                 | 大会中止                 |
| 2021/2022 | ボーレンゲ・ファールン | ヨセフィン・タリエゴール | イサベレ・パウルソン     | Emma Kivioja             |
| 2022/2023 | ボロース               | Emelie Ling              | ヨセフィン・タリエゴール | Julia Brovall            |
| 2023/2024 | ノーショーピング       | ヨセフィン・タリエゴール | ユリア・ブロバル         | ニナ・フレデリクソン     |
| 2024/2025 | ヴェステロース         | ヨセフィン・タリエゴール | ユリア・ブロバル         | オリビア・フィリップス   |

### ペア
| 年                   | 開催地           | 金                                        | 銀                                        | 銅         |
| -------------------- | ---------------- | ----------------------------------------- | ----------------------------------------- | ---------- |
| 2010/2011            | マルメ           | ロンヤ・ロール / グスタフ・フォーシュゲン | 競技者なし                                | 競技者なし |
| 2011/2012            | マルメ           | Michelle Lundberg / Richard Lundberg      | ロンヤ・ロール / グスタフ・フォーシュゲン | 競技者なし |
| 2012/2013            | ベクショー       | ロンヤ・ロール / グスタフ・フォーシュゲン | 競技者なし                                | 競技者なし |
| 2013/2014- 2021/2022 | 非実施           | 非実施                                    | 非実施                                    | 非実施     |
| 2022/2023            | ボロース         | Greta Crafoord / John Crafoord            | 競技者なし                                | 競技者なし |
| 2023/2024            | ノーショーピング | Greta Crafoord / John Crafoord            | 競技者なし                                | 競技者なし |
| 2024/2025            | ヴェステロース   | Greta Crafoord / John Crafoord            | 競技者なし                                | 競技者なし |

### アイスダンス
| 年                   | 開催地           | 金                                     | 銀                          | 銅         |
| -------------------- | ---------------- | -------------------------------------- | --------------------------- | ---------- |
| 2017/2018            | シェレフテオ     | Malin MALMBERG / Thomas NORDAHL        | 競技者なし                  | 競技者なし |
| 2018/2019- 2022/2023 | 非実施           | 非実施                                 | 非実施                      | 非実施     |
| 2023/2024            | ノーショーピング | Milla Ruud Reitan / ニコライ・マヨロフ | Emma Kivioja / Erik Pellnor | 競技者なし |
| 2024/2025            | ヴェステロース   | Milla Ruud Reitan / ニコライ・マヨロフ | Emma Kivioja / Erik Pellnor | 競技者なし |